# Kefalovryso (Ioannina)
Kefalovryso (Κεφαλόβρυσο, în aromână Migidei sau Migidea) este un sat muntos locuit de aromâni din regiunea Epir în prefectura Ioannina în Grecia.